# テトラヒドロフルフリルアルコール
テトラヒドロフルフリルアルコール（英: Tetrahydrofurfuryl Alcohol）は、テトラヒドロフランにヒドロキシメチル基が結合した有機化合物である。

## 用途
染料の溶媒、ゼラチン溶液安定剤、漂白用の湿潤剤、可塑剤、防カビ剤、塗料、医薬品の中間原料などとして利用される。
テトラヒドロフルフリルアルコールをアルミナ上で300-400℃に加熱すると、3,4-ジヒドロ-2H-ピランが得られる。

## 安全性
日本の消防法では危険物第4類第3石油類に分類される。爆発性のある過酸化物を生じることがある。麻酔性があり、吸入により中枢神経に影響を及ぼすが、アルコール飲料を摂取していると有害作用が増す。